# Жендік
Женді́к (каз. Жеңдік) — село у складі Єскельдинського району Жетисуської області Казахстану. Входить до складу Туленгутського сільського округу.
Населення — 171 особа (2021; 159 у 2009, 157 у 1999, 212 у 1989).